# Platystele
Platystele es un género que tiene asignada 95 especies de orquídeas, de la tribu Epidendreae perteneciente a la familia (Orchidaceae). 
El nombre del género se refiere a la ancha base de la columna.

## Hábitat
Se encuentran ampliamente distribuidos desde México a Bolivia pero es infrecuente en Brasil.

## Descripción
Es una planta que se desarrolla a grandes alturas en las selvas húmedas nubosas desde México a Bolivia con unas pocas en Brasil, son epífitas que crecen con temperaturas frías a templadas. Se caracterizan por hojas caespitosas, estrechamente obovada, corto tallo con un delicado racimo de flores que se abren sucesivamente o simultáneamente al final de la hoja. La inflorescencia emerge desde la base. Las pequeñas flores tienen los sépalos y pétalos libres. El labelo es simple y unido a las pies de la columna como un pedestal. La columna es corta y ancha y tiene una antera apical y un estigma bi-lobado que tiene dos polinias.

## Especies
El género Platystele contiene unas 101 especies.
1. Platystele acicularis  Luer & Hirtz (1990)
2. Platystele aculeata  Luer (1981)
3. Platystele acutilingua  Kapuler & Hascall (1966)
4. Platystele adelphe  Luer & Hirtz (1994)
5. Platystele aianthera  I.Bock & Speckm. (1992)
6. Platystele altarica  Luer (1980)
7. Platystele alucitae  Luer (1980)
8. Platystele argentosa  Luer & R.Escobar (1990)
9. Platystele beatricis  P.Ortiz (2002)
10. Platystele bernoullii  Luer (2000)
11. Platystele bovilinguis  Luer (1995)
12. Platystele brenneri  Luer (1976)
13. Platystele calantha  P.Ortiz (1978)
14. Platystele calymma  Luer (1977)
15. Platystele caudatisepala  (C.Schweinf.) Garay (1974)
16. Platystele cellulosa  Luer & Hirtz  (2009)
17. Platystele compacta  (Ames) Ames (1922)
18. Platystele consobrina  Luer (1990)
19. Platystele cornejoi  Luer  (2010)
20. Platystele crinita  Luer & Hirtz (1990)
21. Platystele dalstroemii  Luer (1992)
22. Platystele dasyglossa  P.Ortiz (1979)
23. Platystele delhierroi  Luer & Hirtz (1991)
24. Platystele densiflora  P.Ortiz (1977)
25. Platystele dewildei  Luer & R.Escobar (1994)
26. Platystele dodsonii  Luer (1979)
27. Platystele dressleri  Luer (1976)
28. Platystele edmundoi  Pabst (1964)
29. Platystele enervis  Luer (1984)
30. Platystele exame n-culicum Luer (1976)
31. Platystele examen-culicum  Luer  (1976)
32. Platystele filamentosa  Luer (1990)
33. Platystele fimbriata  Luer & Hirtz (1990)
34. Platystele gaileana  Luer & Endara (2004)
35. Platystele gyroglossa  Luer (1977)
36. Platystele hampshireae  Luer (1998)
37. Platystele hirtzii  Luer (1979)
38. Platystele hyalina  H.Stenzel (2002)
39. Platystele ingramii  Luer & Dalström (1996)
40. Platystele jamboeensis  Luer & Hirtz (1992)
41. Platystele jesupiorum  Luer (1981)
42. Platystele johnstonii  (Ames) Garay (1968)
43. Platystele jungermannioides  (Schltr.) Garay (1974)
44. Platystele lancilabris  (Rchb.f.) Schltr. (1923)
45. Platystele lawessonii  Luer (1994)
46. Platystele lehmannii  Luer (1994)
47. Platystele londonoana  Luer & R.Escobar (1990)
48. Platystele lycopodioides  Luer & Hirtz (1990)
49. Platystele megaloglossa  Luer & R.Escobar (1986)
50. Platystele microglossa  P.Ortiz (1981)
51. Platystele microscopica  Luer (1980)
52. Platystele microtatantha  (Schltr.) Garay (1967)
53. Platystele minimiflora  (Schltr.) Garay (1974)
54. Platystele misasiana  P.Ortiz (1981)
55. Platystele misera  (Lindl.) Garay (1967)
56. Platystele muscicola  Luer & Hirtz (1990)
57. Platystele myoxura  Luer & Hirtz (1990)
58. Platystele napintzae  Luer & Hirtz (1992)
59. Platystele obtecta  Luer (1994)
60. Platystele orchestris  P.Ortiz (1979)
61. Platystele orectoglossa  P.Ortiz (1979)
62. Platystele ornata  Garay (1958)
63. Platystele ortiziana  Luer & R.Escobar (1990)
64. Platystele ovalifolia  (H.Focke) Garay & Dunst. (1961)
65. Platystele ovatilabia  (Ames & C.Schweinf.) Garay (1974)
66. Platystele oxyglossa  (Schltr.) Garay (1974)
67. Platystele papillosa  Luer (1994)
68. Platystele paraensis  Campacci & J.B.F.Silva  (2009)
69. Platystele pedicellaris  (Schltr.) Garay (1974)
70. Platystele perpusilla  (Rchb.f.) Garay  (1974
71. Platystele pisifera  (Lindl.) Luer (1977)
72. Platystele portillae  Luer (2002)
73. Platystele posadarum  Luer & R.Escobar (1990)
74. Platystele propinqua  (Ames) Garay (1968)
75. Platystele psix  Luer & Hirtz (1992)
76. Platystele pubescens  Luer (1984)
77. Platystele pyriformis  Luer (1990)
78. Platystele rauhii  Luer (1987)
79. Platystele reflexa  Luer (1981)
80. Platystele repens  (Ames) Garay (1974)
81. Platystele resimula  Luer & Hirtz (1990)
82. Platystele rhinocera  Luer & Hirtz (1990)
83. Platystele risaraldae  Luer & R.Escobar (1994)
84. Platystele sancristobalensis  Archila (2002)
85. Platystele schmidtchenii  Schltr. (1924)
86. Platystele schneideri  P.Ortiz (1979)
87. Platystele scopulifera  Luer & Dodson (1991)
88. Platystele spatulata  Luer (1980)
89. Platystele speckmaieri  Luer & Sijm  (2010)
90. Platystele stellaris  Luer (1979)
91. Platystele stenostachya  (Rchb.f.) Garay (1962)
92. Platystele stevensonii  Luer (1977)
93. Platystele steyermarkii  Luer (1994)
94. Platystele stonyx  Luer (1990)
95. Platystele sulcata  Luer & Hirtz (1992)
96. Platystele taylorii  Luer (1976)
97. Platystele tobarii  Luer (2006)
98. Platystele umbellata  P.Ortiz (1977)
99. Platystele vetulus  Luer & Hirtz (1990)
100. Platystele viridis  Luer (1983)
101. Platystele ximenae  Luer & Hirtz  (1991)